# آلن برنهایم
آلن برنهایم (انگلیسی: Alain Bernheim؛ زادهٔ ۱ ژانویهٔ ۱۹۳۱) نوازنده پیانو اهل فرانسه است.

## افتخارات
وی همچنین برندهٔ جوایزی همچون برنامه فولبرایت شده‌است.